# الضحاك بن قيس الشيباني
الضحاك بن قيس الشيباني زعيم ثورة الخوارج التي قامت في الموصل ضد الخليفة الأموي مروان بن محمد من عام 745 حتى وفاته في المعركة عام 746.

## أزمة الخلافة وثورة الخوارج
في سنة 126هـ قام زعيم صفري هو سعيد بن بهدل بثورة في الجزيرة، وعندما مات في 127هـ خلفه الضحاك ابن قيس الشيباني وهو من الدهاة الشجعان، فامتد بثورته إلى أرض الموصل وشهرزور، واجتمعت إليه الصفرية واستولى على الموصل والكوفة وعظم خطره، فقصده الخليفة الأموي مروان بن محمد والتقى جيشاهما بنواحي كفر توثا من ديار ماردين، وقُتل الضحاك عام 129هـ، وقد بلغ من قوته أن بايعه عبد الله بن عمر بن عبد العزيز، وسليمان بن هشام وصلّيا خلفه.